# Mieczysław Wojczak
Mieczysław Jan Wojczak, född den 23 januari 1951 i Chorzów, Polen, är en polsk handbollsspelare.
Han tog OS-brons i herrarnas turnering i samband med de olympiska handbollstävlingarna 1976 i Montréal.